# Ilha de Bolama
A ilha de Bolama localiza-se no arquipélago dos Bijagós, na Guiné-Bissau.
É a ilha mais próxima do território continental da Guiné-Bissau, com uma população de 6.024 habitantes (2009)  e uma área de 98,1km².
A sua Capital é a Cidade de Bolama com 4.819 habitantes em 2009, sendo também a capital da região de Bolama.
A ilha é rodeada por manguezais, sendo o clima de estações tropicais húmidas e secas.

## História
Ainda que visitada amiúde pelos povos locais, a ilha estava desabitada quando colonos britânicos a ocuparam em 1792. Após uma série de incidentes, estes abandonaram a ilha em 1794. Uma nova tentativa de colonização britânica teve lugar em 1814, mas foi de efémera duração.
Portugal reclamou Bolama em 1830 e iniciou-se a Questão de Bolama, um conflito diplomático entre Portugal e o Reino Unido pela sua posse. Em 1860 os britânicos declararam a ilha, que chamaram "Rio Bolama", como parte de Serra Leoa mas, a 21 de abril de 1870, uma comissão de arbitragem internacional presidida pelo então presidente dos Estados Unidos, general Ulysses S. Grant (1869-1877), concedeu a posse de Bolama a Portugal, sendo-lhe a soberania restituída a 1 de outubro desse mesmo ano.
Mais tarde, após uma ação militar portuguesa que ficou conhecida historicamente como o "desastre de Bolol" (1879), Bolama assumiu oficialmente o estatuto de primeira capital da Guiné portuguesa, condição que manteve até à sua transferência para Bissau (9 de dezembro de 1941), povoação fundada em 1687 por forças portuguesas como um centro portuário e comercial fortificado. A transferência de capital foi determinada devido à escassez de água doce em Bolama.
Após a independência da Guiné-Bissau uma planta de processamento de fruta foi construída em Bolama, com a ajuda de capital holandês. Entretanto, devido à escassez de água doce na ilha, não pôde ser ampliada e foi forçada a encerrar portas.
As atrações da ilha incluem praias de areia, o antigo Palácio do Governador e os Paços do Concelho de Bolama. Está classificada pela UNESCO como Reserva da Biosfera.

## Infraestruturas

### Transportes
Dispõe de um de porto de águas profundas.